# Betty (pjesma Taylor Swift)
"Betty" (stilizirana malim slovima) pjesma je američkie kantautorice Taylor Swift koja je objavljean 24. srpnja 2020. u izdanju Republic Recordsa na Swiftinom albumu "folklore". Pojavljuje se kao četrnaesta pjesma na albuma, a napisali su je Swift i Joe Alwyn (pod pseudonimom William Bowery). Pjesmu su producirali Swift, Aaron Dessner i Jack Antonoff. 17. kolovoza 2020. "Betty" je poslana kao treći singl na country radio. Lirično, prikazuje Jamesa kako se ispričava Betty zbog svoje nevjere; James i Betty dva su od tri ključna lika koja su uključena u izmišljeni ljubavni trokut opisan u Folkloru.
Po izlasku, "betty" je dobila široko priznanje glazbenih kritičara, koji su pozdravili povratak Swift svojim korijenima u country glazbi i pohvalili pripovijedanje pjesme. Pjesma je debitirala na 6. mjestu ljestvice Billboard Hot Country Songs i na 42. mjestu Hot 100. Inače, pjesma je dosegla top 40 u Australiji, Kanadi i Singapuru.

## Pozadina i objavljivanje
Američka kantautorica Taylor Swift osmislila je svoj osmi studijski album, Folklore, dok je bila u karanteni usred pandemije COVID-19, s producentima Jackom Antonoffom i Aaronom Dessnerom iz grupe "The National". "Betty" je jedina pjesma na Folkloreu koju su producirali Antonoff i Dessner. Za zvuk pjesme, Swift je kao referentne točke koristila albume Boba Dylana The Freewheelin' Bob Dylan (1963.) i John Wesley Harding (1967.). Uz Swift, tekstove pjesme potpisuje i Swiftin tadašnji partner Joe Alwyn, koji je u početku bio zaslužan pod pseudonimom William Bowery. Izjavila je da je jednog dana čula Alwyna kako "pjeva cijeli, potpuno formirani refren... iz druge sobe" i pitala je mogu li zajedno napisati pjesmu dok su u karanteni, koja je na kraju postala "Betty". Swift je kao svoju inspiraciju za pisanje iz muške perspektive navela "Top of the World" (2004.) Patty Griffin.
Antonoff, Dessner, zajedno s inženjerima Jonathanom Lowom i Laurom Sisk, snimili su "Betty" u Kitty Committee Studio (Swiftin kućni studio u Los Angelesu koji je napravljen tijekom pandemije) i Long Pond Studio (Dessnerov studio u Hudson Valleyju, New York). Instrumenti su snimljeni u Hook & Fade Studios u East Williamsburgu, New York, Pleasure Hill Recording u Portlandu, Maine, i Rough Customer Studio u Brooklynu. Serban Ghenea je miksao pjesmu u MixStar Studios u Virginia Beachu, Virginia. Swift je iznenađujuće objavila Folklore 24. srpnja 2020. Dana 17. kolovoza 2020., Republic Records i MCA Nashville objavili su pjesmu američkom country radiju kao singl.

## Prvi nastup uživo
"betty" je svoj debitantski nastup u svijetu dobila na 55. dodjeli nagrada Academy of Country Music Award 16. rujna 2020., obilježavajući prvi Swiftov nastup na country showu u posljednjih sedam godina. Sjedeći ispred užarenog svjetla pozornice, Swift je izvela jednostavnu verziju pjesme na akustičnoj gitari, u pratnji samo svirača usne harmonike. Verzija uživo puštena je na streaming usluge i digitalne platforme 18. rujna 2020.

## Zasluge
- Taylor Swift – vokal, tekstopisac, producent
- Joe Alwyn – tekstopisac
- Aaron Dessner – producent, snimatelj, udaraljke, klavir, bas, visoka žica, električna gitara
- Jack Antonoff – producent, snimatelj, bubnjevi, udaraljke, bas, električna gitara, akustična gitara, orgulje, Mellotron
- Josh Kaufman – snimatelj, usna harmonika, električna gitara, lap steel
- Laura Sisk – inženjerka snimanja
- Jonathan Low – inženjer snimanja
- Serban Ghenea – mikser
- John Hanes – inženjer
- John Rooney – pomoćni inženjer
- Randy Merrill – master inženjer
- Mikey Freedom Hart – Mellotron, pedal steel, Wurlitzer, čembalo, vibrafon, električna gitara
- Evan Smith – saksofoni, klarinet

## Ljestvice
| Ljestvice                  | Najviša pozicija |
| -------------------------- | ---------------- |
| Australija                 | 22               |
| Irska                      | 88               |
| Kanada                     | 32               |
| Portugal                   | 150              |
| Singapur                   | 22               |
| Sjedinjene Američke Države | 6                |
| Škotska                    | 58               |
| Ujedinjeno Kraljevstvo     | 46               |